# Хрусталёв, Сергей Николаевич
Серге́й Никола́евич Хрусталёв (родился 20 августа 1973 года, Москва) — российский актёр театра и кино, телеведущий.

## Биография
Сергей Хрусталёв родился в Москве 20 августа 1973 года.
Окончил Государственное училище циркового и эстрадного искусства по специальности «артист эстрады (разговорный жанр)» и Российскую академию театрального искусства по специальности «артист театра и кино».
С 1994 по 2000 годы работал в Центральном академическом театре Российской армии.
Вёл программу «Гранки-спорт» на телеканале «Дарьял ТВ».
В 2002—2003 годах был ведущим телепрограмм «Деловая Москва» и «Мегалото» на канале «ТВЦ».
В 2023 году Сергей Хрусталёв сыграл в научно-фантастическом фильме «1984» Дианы Ринго. В фильме Хрусталёв предстал в образе высокопоставленного члена Внутренней Партии.

## Актёрские работы

### В кино
- 1993 — Кумпарсита — Саша Зайцев
- 1996 — Несут меня кони… — Степан
- 2000 — Салон красоты (сериал) — Марат
- 2004 — Всегда говори всегда-2 (сериал) (режиссёр А. В. Козлов) — Паша Самойлов
- 2004—2007 — Бальзаковский возраст, или Все мужики сво… (сериал) — Мордоворот
- 2004—2013 — Кулагин и партнёры (сериал) — следователь Зимин
- 2005 — Аэропорт
- 2006—2008 — Детективы (сериал) — Александр
- 2006—2010 — Понять. Простить (сериал) — Максим Олегович
- 2007 — Кадетство (сериал, 1 сезон) — Дмитрий, покупатель квартиры Леваковых
- 2007 — Ярик — Дмитрий
- 2007—2009 — След — Артюхов
- 2008 — Я — телохранитель. Старые счёты (сериал) — Антон Баранов
- 2009 — След (сериал) — Артюхов Игорь
- 2009 — Люди Шпака (сериал) — Белов
- 2010 — В лесах на горах (сериал) — Проф
- 2010 — Алиби на двоих (сериал) — шоумен Коля
- 2011 — Москва. Три вокзала (сериал) — Жека
- 2012 — Манипулятор (сериал) — Жека
- 2013 — Золотой запас (сериал) — Сума
- 2013 — Говорит полиция (сериал) — Николай
- 2013 — Команда Че (сериал) — Филипп Гиреев
- 2014 — Пятая стража «Ищите девочку» (сериал) — Насыров
- 2015 — Москва. Три вокзала 8 (сериал) — начальник поезда
- 2015 — Перевозчик (сериал) — пилот
- 2016 — След «Кругом одни герои»
- 2018 - Склифосовский 6 - Громов
- 2018 - Балабол 3 - Крылов
- 2023 - 1984 - высокопоставленный член внутренней партии

### В театре ГИТИСа
- Случай с метранпажем
- Волки и овцы
- Пьеса без названия

### В театре Российской армии
- На бойком месте
- Много шума из ничего
- Павел Первый
- Волшебник Страны Оз
- Приключения Чипполино